# Сарджо, Индия
Индия Сарджо (нидерл. India Sardjoe; род. 19 мая 2006, Гаага) — нидерландская би-гёрл. Чемпионка Европы (2022) и Европейских игр (2023). На Олимпийских играх 2024 года в Париже заняла в брейкинге 4 место. Выступает под своим именем India.

## Биография
Индия Сарджо родилась и выросла в Гааге, Нидерланды. Её отец — индо-суринамец, а мать наполовину индианка, наполовину голландка. Индия начала заниматься брейкингом в 2014 году в возрасте 7 лет. Первоначально посещала занятия по уличным танцам и хип-хопу, но переключилась на брейкинг, так как те танцы ей показались скучноватыми. Несколько лет параллельно ходила на футбол, но позже сделала окончательный выбор в пользу брейкинга. Присоединилась к танцевальным командам Heavyhitters и Hustlekids. Побеждала в своей стране на соревнованиях по брейкингу среди детей. Отец возил её на соревнования в соседние страны и в дальнее зарубежье. Тренировалась у нидерландского би-боя Менно.
В 2022 году в возрасте 16 лет Индия выиграла чемпионат Нидерландов и чемпионат Европы. Получила уайлд-кард на крупнейшее соревнование по брейкингу Red Bull BC One, где дошла до финала и в финальном баттле одолела чемпионку прошлого года американку Логан Эдру (Logistx), став попутно самой молодой чемпионкой в истории конкурса. В 2023 году взяла золото на Европейских играх, квалифицировавшись, таким образом, на Олимпийские игры 2024 года в Париже, где брейкинг дебютировал.
Брейкинг на Олимпийских играх в Париже начался с предквалификационного баттла между Индией и би-гёрл Талаш из Афганистана, которая выступала за сборную беженцев. Индия одержала победу со счётом 3:0, став, таким образом, первой победительницей брейк-баттла на Олимпийских играх. Далее она прошла через групповой этап и вышла в полуфинал, где проиграла японке Ами, а в баттле за 3-е место уступила китаянке 671.
Одержала победу на Red Bull BC One 2024, одолев в финальном баттле би-гёрл Нику из Литвы, а наставник Индии Менно стал чемпионом среди би-боев. В этом же году взяла золото на чемпионате мира. В финале она победила китаянку 671.